# Wallingford (Connecticut)
Wallingford – miasto w Stanach Zjednoczonych, w stanie Connecticut, w hrabstwie New Haven.